# The show must go on (Leo Sayer)
The show must go on is een single van Leo Sayer. Later bracht ook Three Dog Night een versie van het nummer uit.

## Leo Sayer
Het is geschreven door Leo Sayer zelf in samenwerking met de muziekproducent David Courtney. Het was zijn eerste hitsingle in het Verenigd Koninkrijk en werd als zodanig opgenomen op zijn debuutalbum Silverbird. Leo Sayer zong in Pierrotkostuum in tegenstelling tot de titel I won’t let go the show on…..

### Lijsten
In de Daverende Dertig kwam het plaatje met B-kant Tomorrow niet, ook haalde het de Nederlandse Top 40 niet en bleef op nummer 19 in de Tipparade steken. In het Verenigd Koninkrijk behaalde het plaatje de tweede plaats en werd alleen gestuit door The New Seekers met You won't find another fool like me.

### Hitnotering

#### VlaamseBRT Top 30
| Hitnotering: 11-05-1974 t/m 18-05-1974 | Hitnotering: 11-05-1974 t/m 18-05-1974 | Hitnotering: 11-05-1974 t/m 18-05-1974 | Hitnotering: 11-05-1974 t/m 18-05-1974 |
| Week:                                  | 1                                      | 2                                      |                                        |
| -------------------------------------- | -------------------------------------- | -------------------------------------- | -------------------------------------- |
| Positie:                               | 24                                     | 24                                     | uit                                    |

## Three Dog Night
Three Dog Night was een van de eersten die het lied als cover opnamen. Met B-kant On the way back home verscheen het midden 1974 en verscheen ook op hun album Hard labor.

### Lijsten
De cover van het nummer haalde de Engelse hitparade niet, maar was in Nederland wel enigszins succesvol. Grootste succes kwam in de Verenigde Staten met een plaats 4 in de Billboard Hot 100.

### Hitnoteringen

#### Nederlandse Top 40
| Hitnotering: 11-05-1974 t/m 06-07-1974 | Hitnotering: 11-05-1974 t/m 06-07-1974 | Hitnotering: 11-05-1974 t/m 06-07-1974 | Hitnotering: 11-05-1974 t/m 06-07-1974 | Hitnotering: 11-05-1974 t/m 06-07-1974 | Hitnotering: 11-05-1974 t/m 06-07-1974 | Hitnotering: 11-05-1974 t/m 06-07-1974 | Hitnotering: 11-05-1974 t/m 06-07-1974 | Hitnotering: 11-05-1974 t/m 06-07-1974 | Hitnotering: 11-05-1974 t/m 06-07-1974 | Hitnotering: 11-05-1974 t/m 06-07-1974 |
| Week:                                  | 1                                      | 2                                      | 3                                      | 4                                      | 5                                      | 6                                      | 7                                      | 8                                      | 9                                      |                                        |
| -------------------------------------- | -------------------------------------- | -------------------------------------- | -------------------------------------- | -------------------------------------- | -------------------------------------- | -------------------------------------- | -------------------------------------- | -------------------------------------- | -------------------------------------- | -------------------------------------- |
| Positie:                               | 27                                     | 15                                     | 8                                      | 7                                      | 7                                      | 9                                      | 18                                     | 38                                     | 40                                     | uit                                    |

#### NederlandseSingle Top 100
| Hitnotering: 11-05-1974 t/m 22-06-1974 | Hitnotering: 11-05-1974 t/m 22-06-1974 | Hitnotering: 11-05-1974 t/m 22-06-1974 | Hitnotering: 11-05-1974 t/m 22-06-1974 | Hitnotering: 11-05-1974 t/m 22-06-1974 | Hitnotering: 11-05-1974 t/m 22-06-1974 | Hitnotering: 11-05-1974 t/m 22-06-1974 | Hitnotering: 11-05-1974 t/m 22-06-1974 | Hitnotering: 11-05-1974 t/m 22-06-1974 |
| Week:                                  | 1                                      | 2                                      | 3                                      | 4                                      | 5                                      | 6                                      | 7                                      |                                        |
| -------------------------------------- | -------------------------------------- | -------------------------------------- | -------------------------------------- | -------------------------------------- | -------------------------------------- | -------------------------------------- | -------------------------------------- | -------------------------------------- |
| Positie:                               | 28                                     | 14                                     | 7                                      | 6                                      | 6                                      | 10                                     | 19                                     | uit                                    |

#### VlaamseBRT Top 30
| Hitnotering: 01-06-1974 t/m 29-06-1974 | Hitnotering: 01-06-1974 t/m 29-06-1974 | Hitnotering: 01-06-1974 t/m 29-06-1974 | Hitnotering: 01-06-1974 t/m 29-06-1974 | Hitnotering: 01-06-1974 t/m 29-06-1974 | Hitnotering: 01-06-1974 t/m 29-06-1974 | Hitnotering: 01-06-1974 t/m 29-06-1974 |
| Week:                                  | 1                                      | 2                                      | 3                                      | 4                                      | 5                                      |                                        |
| -------------------------------------- | -------------------------------------- | -------------------------------------- | -------------------------------------- | -------------------------------------- | -------------------------------------- | -------------------------------------- |
| Positie:                               | 20                                     | 28                                     | 20                                     | 23                                     | 29                                     | uit                                    |